# Melipotis confusa
Melipotis confusa là một loài bướm đêm trong họ Erebidae.